# Кущовое (Житомирская область)
Кущовое (укр. Кущове) — село, входит в Новоград-Волынский район Житомирской области Украины.
Население по переписи 2001 года составляло 140 человек. Почтовый индекс — 11701. Телефонный код — 4141. Занимает площадь 0,965 км².
18 марта 2010 г. преобразовано из посёлка в село.

## Местный совет
11744, Житомирська обл., Новоград-Волинський р-н, с. Нова Романівка, вул. Рад,21, тел. 67-623  (укр.)